# Фискальная политика

Один из возможных ожидаемых результатов фискальной политики: совокупный спрос увеличивается, что ведет к подъёму экономики

Фиска́льная (налогово-бюдже́тная) поли́тика (англ. fiscal policy < лат. fiscus — корзина; касса, казна, финансы) — правительственная политика, представляющая собой меры воздействия на экономику с помощью изменения величины расходов или доходов государственного бюджета. Один из основных методов вмешательства государства в экономику с целью уменьшения колебаний экономических циклов и обеспечения стабильной экономической системы в краткосрочной перспективе. Основными инструментами фискальной политики являются налоги, трансферты и государственные закупки товаров и услуг.

## Основные цели фискальной политики
Фискальная политика, помимо монетарной политики, является исключительно важной составляющей работы государства как распределителя в экономике. Будучи инструментом правительства, фискальная политика имеет несколько целей. Первая цель — стабилизация уровня совокупного спроса и, соответственно, валового внутреннего продукта. Затем государству необходимо поддерживать макроэкономическое равновесие, что может быть успешным только в том случае, когда все ресурсы в экономике эффективно использованы. В итоге, вместе со сглаживанием параметров государственного бюджета, стабилизируется и общий уровень цен. Под влияние фискальной политики попадает как совокупный спрос, так и совокупное предложение.

## Влияние фискальной политики

### На совокупный спрос
Основными параметрами фискальной политики являются государственные закупки (обозн. G), налоги (обозн. Tx) и трансферты (обозн. Tr). Разница между налогами и трансфертами называется чистыми налогами (обозн. T). Все данные переменные включены в состав совокупного спроса (обозн. AD):
{\displaystyle Y=AD=C+I+G+Xn}
Потребительские расходы (C) делятся на две группы: автономные от размера доходов домохозяйств и составляющие определенную долю от располагаемого дохода (Yd). Последние зависят от предельной нормы к потреблению (обозн. mpc), то есть на сколько увеличиваются расходы с каждой дополнительной единицы дохода. Таким образом,
{\displaystyle C=C(autonomous)+mpc*Yd}, где
{\displaystyle mpc={\frac {\Delta C}{\Delta Yd}}}
Одновременно, располагаемый доход является разницей между совокупным выпуском и чистыми налогами:
{\displaystyle Yd=Y-T}
Из этого следует, что налоги, трансферты и государственные закупки являются переменными совокупного спроса:
{\displaystyle Y=AD=C(autonomous)+mpc*(Y-Tx+Tr)+I+G+Xn}
Следовательно, очевидно, что при изменении любого параметра фискальной политики изменяется вся функция совокупного спроса. Влияние данных инструментов также можно выразить с помощью экономических мультипликаторов.

### На совокупное предложение
Предложение всех товаров и услуг обеспечивают фирмы, важные макроэкономические агенты. На совокупное предложение влияют налоги и трансферты; государственные расходы не имеют на предложение особого влияния. Налоги фирмы принимают как очередные затраты на единицу продукции, что заставляет их сократить предложение своего товара. Трансферты же, наоборот, приветствуются предпринимателями, поскольку они могут увеличить предложение предоставляемых ими услуг. Когда большое количество фирм проводят одинаковую политику предложений товаров, изменяется совокупное предложение всей рассматриваемой экономики. Таким образом, государство может влиять на состояние экономики с помощью правильного введения налогов и трансфертов.

## Фискальная политика и состояние экономики страны

### Бизнес-циклы в макроэкономике

Абстрактное изображение бизнес-циклов в экономике

При любой экономической системе можно выделить циклические колебания: подъёмы и спады в экономике, вызванные шоками совокупного спроса и совокупного предложения и называемые бизнес-циклами, экономическими или деловыми циклами. Фазами бизнес-циклов являются подъём, «пик», рецессия (или спад) и «дно», то есть кризис. Наиболее глубокую рецессию называют депрессией. Нередко такие колебания деловой активности непредсказуемы и нерегулярны. Также существуют разные по периоду, частоте и размеру циклы деловой активности. Причины таких циклов могут быть самыми разными: от войн, революций, технологического процесса и поведения инвесторов до, например, количества магнитных бурь за год и рациональности макроэкономических агентов. В общем, такое нестабильное поведение экономики объясняется постоянным дисбалансом между совокупными спросом и предложением, общими расходами и объёмами производства. Теория бизнес-циклов приобрела большую популярность благодаря американскому экономисту Уильяму Нордхаусу. Большой вклад в развитие теории деловых циклов внесли такие люди, как Роберт Лукас, норвежский экономист Финн Кюдланд и американец Эдвард Прескотт.
Как правило, политика государства зависит от состояния экономики данной страны, то есть от того, на какой фазе цикла находится страна: подъёме или рецессии. Если страна находится в рецессии, то власти проводят стимулирующую экономическую политику, чтобы вывести страну из дна. Если страна испытывает подъём, то правительство проводит сдерживающую экономическую политику, дабы не допустить высоких темпов инфляции в стране.

### Стимулирующая политика
Если страна переживает депрессию или находится в стадии экономического кризиса, то государство может принять решение о проведении стимулирующей фискальной политики. В данном случае правительству необходимо стимулировать или совокупный спрос, или предложение или оба параметра сразу. Для этого, при прочих равных условиях, государство повышает размер своих закупок товаров и услуг, снижает налоги и повышает трансферты, если это возможно. Любое из данных изменений приведет к увеличению совокупного выпуска, что автоматически увеличивает совокупный спрос и параметры системы национальных счетов. Стимулирующая фискальная политика приводит к увеличению объёмов выпуска в большинстве случаев.

### Сдерживающая политика
Власти проводят сдерживающую фискальную политику в случае краткосрочного «перегрева экономики». В этом случае правительство проводит меры, прямо противоположные тем, что осуществляются при стимулирующей экономической политике. Государство сокращает свои расходы и трансферты и увеличивает налоги, что приводит к сокращению как совокупного спроса, так и, возможно, совокупного предложения. Подобная политика регулярно проводится правительствами ряда стран с целью замедлить темпы инфляции или избежать её высоких темпов в случае экономического бума.

### Автоматическая и дискреционная
Фискальную политику экономисты также подразделяют на очередные два типа: дискреционную и автоматическую. Дискреционная политика официально объявляется государством. При этом государство изменяет значения параметров фискальной политики: увеличиваются или уменьшаются государственные закупки, изменяются налоговая ставка, размеры трансфертных выплат и тому подобные переменные. Под автоматической политикой понимают работу «встроенных стабилизаторов». Данными стабилизаторами являются такие как процент подоходного налога, косвенные налоги, различные трансфертные пособия. Размеры выплат автоматически изменяются в случае любой ситуации в экономике. Например, потерявшая своё состояние во времена войны домохозяйка будет платить тот же самый процент, но уже от меньшего дохода, следовательно, размеры налогов для неё автоматически снизились.

## Недостатки фискальной политики

### Эффект «Crowding-out»
Данный эффект, также известный как эффект вытеснения проявляется при увеличении государственных закупок товаров и услуг с целью стимулирования экономики. Признается как основной недостаток фискальной политики многими экономистами, особенно представителями монетаризма. Когда государство увеличивает свои расходы, ему требуются деньги на финансовом рынке. Таким образом, на рынке заемных средств растет спрос на деньги. Это приводит к тому, что банки повышают цены за свои кредиты, то есть увеличивают свою процентную ставку по таким причинам как мотив максимизации прибыли или просто нехватка денег для выдачи в кредит. Повышение ставки процента не любят инвесторы и предприниматели фирм, особенно начинающих, когда у компании нет собственного «стартового» денежного капитала. В итоге, из-за высоких процентных банковских ставок, инвесторам приходится брать все меньше кредитов, что ведет к снижению инвестиций в экономику страны. Таким образом, стимулирующая фискальная политика не всегда эффективна, особенно если в стране не развивается должным образом бизнес любого рода. Возможен и эффект «Crowding-in», то есть увеличение инвестиций из-за роста государственных расходов.

### Другие недостатки
- Дисбаланс государственного бюджета: постоянные операции государства со своим бюджетом могут привести к неэффективности его распределения. Так например, правительство не может регулярно повышать свои расходы, чтобы увеличить свой ВВП, поскольку оно, как и любой макроэкономический агент, может нести убытки, что, очевидно, не в интересах государства[12].
- Неопределенность: состояние экономики невозможно предсказать идеально точно, поскольку не все агенты в экономике действуют рационально или так, как хотелось бы государству. Не всегда удается точно определить лучшую экономическую политику для сглаживания циклических колебаний. Ошибочное проведение не той политики может серьёзно сказаться на экономике[13].